# Aśvaghoṣa (krater)
Aśvaghoṣa är en nedslagskrater på planeten Merkurius, med en diameter på ungefär 88 kilometer.
Den är uppkallad efter den indiske författaren Aśvaghoṣa.